# Долна-Митрополия
Долна-Митрополия (болг. Долна Митрополия)  —  город в Болгарии. Находится в Плевенской области, входит в общину Долна-Митрополия. Население составляет 3216 человек (2022).
Рядом с городом находится авиабаза Долна-Митрополия, где находится авиационный факультет Национального университета обороны. Там дислоцируется 12-й учебный авиаполк. Авиашкола была создана в 1945 году и названа в честь Георгия Бенковского. Школа переехала в Долну-Митрополию в 1948 году, а в 2002 году вошла в состав Национального университета обороны.
В Долна-Митрополия находится вторая в Болгарии автогоночная трасса и первая и единственная супермототрасса. В 1992 году здесь прошла первая мотогонка.

## Политическая ситуация

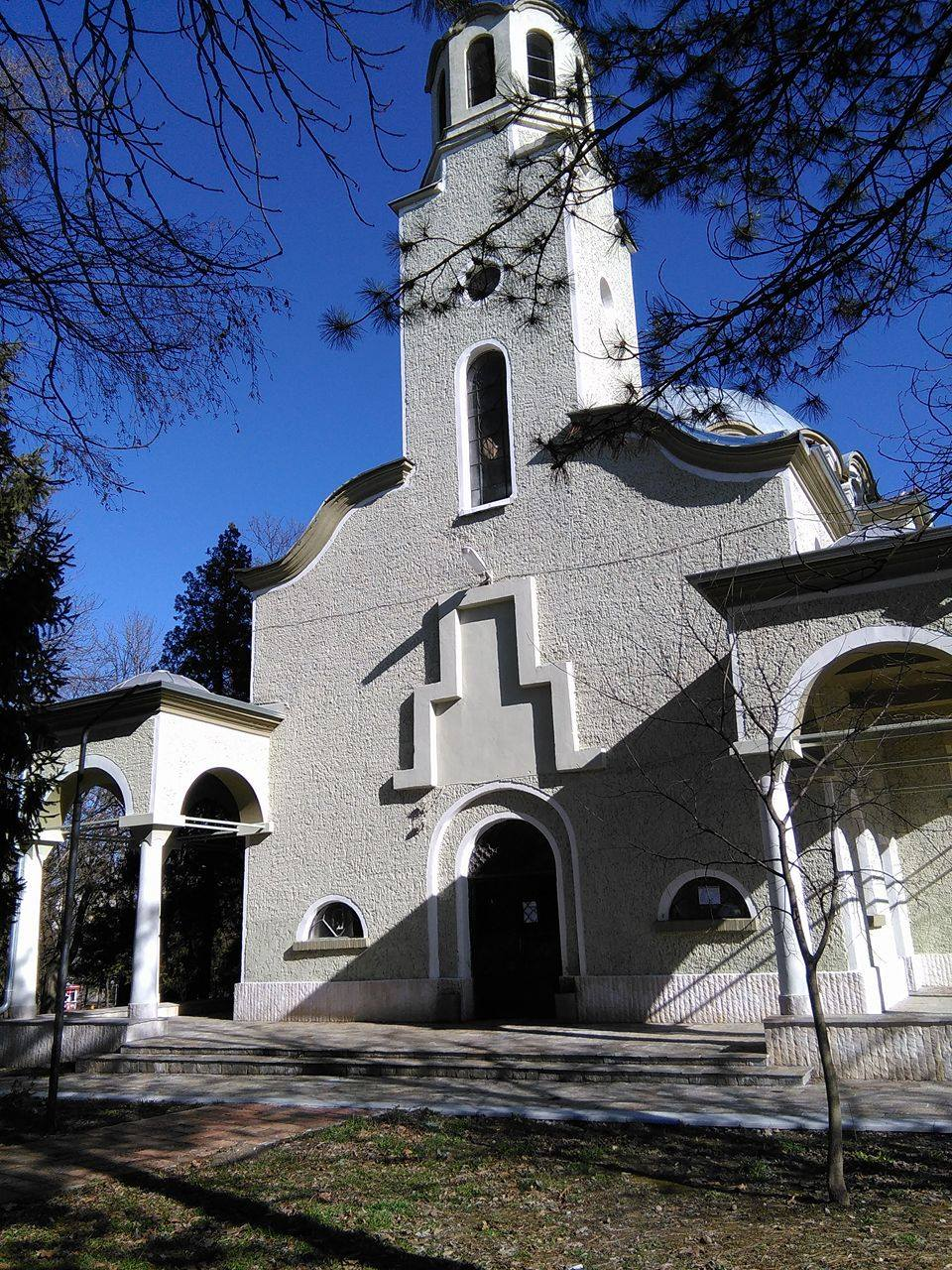
Свято-Димитриевская церковь

Кмет (мэр) общины Долна-Митрополия —  Александр  Пенков Печеняков (Болгарская социалистическая партия (БСП)) по результатам выборов.